# Beyhan Çalışkan
Beyhan Çalışkan (* 6. April 1960 in Plowdiw, Bulgarien) ist ein ehemaliger türkischer Fußballspieler und -trainer. Durch seine langjährige Tätigkeit für Bursaspor wird er stark mit diesem Verein assoziiert. Auf Fan- und Vereinsseite wird er als einer der bedeutendsten Spieler der Klubgeschichte aufgefasst. Mit 306 Erstligaeinsätzen für Bursaspor ist er nach Sedat Özden (336 Einsätze) und Turan Şen (334 Einsätze), der Spieler mit den dritthäufigsten Süper-Lig-Einsätzen der Vereinsgeschichte. Zudem befindet er sich mit 38 Ligatoren in der Liste der Spieler mit den meisten Süper-Lig-Toren für Bursaspor an sechster Stelle.

## Spielerkarriere

### Verein
Çalışkan kam 1960 als Sohn von Bulgarien-Türken im bulgarischen Plowdiw zur Welt. Später zog die Familie in die Türkei und ließ sich in der westtürkischen Stadt Bursa, in der viele Rumelien-Türken leben, nieder. Hier begann Çalışkan mit dem Vereinsfußball in der Jugend von Bursaspor und stieg zum Sommer 1980, mit einem Profivertrag versehen, in den Kader der Profimannschaft auf. Nachdem er in seiner ersten Saison bei zehn Ligaspielen zum Einsatz kam, eroberte er sich zum Start der Saison 1981/82 einen Stammplatz und behielt diesen nahezu die nächsten zehn Spielzeiten lang. In der Spielzeit 1985/86 schaffte man den Einzug ins Finale des Türkischen Fußballpokals. Im Finale setzte sich der Verein mit 2:0 gegen Altay Izmir durch, wobei Çalışkan per Elfmeter das entscheidende 2:0 gelang. Mit diesem Sieg holte man das erste Mal in der Vereinshistorie diesen Pokal.
Çalışkan spielte bis zum Winter 1990 für Bursaspor und verließ dann den Verein in Richtung des Zweitligisten Adana Demirspor. Bei seinem neuen Verein etablierte er sich sofort als Leistungsträger. Mit der Mannschaft beendete man die Zweitligasaison 1990/91 als Meister und stieg in die Süper Lig auf.
Nach diesem Erfolg konnte Çalışkan mit der Vereinsführung keine Einigung für eine Vertragsverlängerung erreichen. So verließ er diesen Verein und heuerte für die anstehende Spielzeit beim Zweitligisten Kayserispor an. Bereits in seiner ersten Saison bei den Zentralanatoliern errang man die Meisterschaft der TFF 1. Lig und stieg in die Süper Lig auf. Çalışkan spielte noch eine Spielzeit in der Süper Lig für Kayserispor und verließ den Verein.
Für die Spielzeit 1993/94 wechselte er zum Istanbuler Erstligisten Sarıyer SK. Hier spielte er eine Spielzeit, in der er in 15 Ligaspielen zum Einsatz kam.
Im Oktober 1994 wurde er an den damaligen Drittligisten Mustafakemalpaşaspor aus der Provinz Bursa ausgeliehen. Hier spielte er bis zum Saisonende und gab dann das Ende seiner aktiven Profifußballerlaufbahn bekannt.

### Nationalmannschaft
Durch seine gezeigten Leistungen bei Bursaspor wurde Çalışkan vom damaligen Nationalcoach Yılmaz Gökdel im Rahmen eines Testspiels gegen die Albanien in den Kader der türkische A-Nationalmannschaft nominiert. In dieser Partie vom 28. März 1985 wurde er für İskender Günen eingewechselt und gab sein Länderspieldebüt.
Für die WM 1986-Qualifikationsbegegnung gegen die rumänische Nationalmannschaft wurde er ein letztes Mal in den Kader berufen, saß aber während dieser Partie auf der Ersatzbank.
Nach seinen Einsätzen für die türkische Nationalmannschaft wurde er anlässlich der Teilnahme an den Mittelmeerspiele 1987 in den Kader der Olympiamannschaft seines Landes nominiert. In diesem Turnier schaffte man es bis ins Halbfinale und schied hier mit einer 0:1-Niederlage gegen die Olympiaauswahl Frankreichs aus. Im Spiel um Platz drei setzte man sich mit 1:0 gegen Griechenland durch und wurde Bronzemedaillengewinner. Dabei kam Çalışkan in allen Spielen seines Teams zum Einsatz.
1987 und 1988 wurde er für Qualifikationsspiele der Olympischen Sommerspiele 1988 in den Kader der olympischen Auswahl nominiert und machte hier zwei weitere Spiele.

## Trainerkarriere
Nach dem Ende seiner aktiven Fußballspielerlaufbahn traf Çalışkan die Entscheidung künftig als Fußballtrainer arbeiten zu wollen. Als erste Tätigkeit arbeitete er ab Sommer 2000 als Nachwuchstrainer bei Bursaspor, jenem Verein aus dessen Nachwuchs er zum Profispieler aufstieg. Bereits zwei Monate später wurde er als Trainer vom damaligen Viertligisten und dem Zweitverein Bursaspors, Bursa Merinosspor, vorgestellt.
Nach einem Jahr bei Merinosspor betreute er der Reihe nach mehrere Vereine der TFF 3. Lig, die in der Umgebung von Bursa ansässig waren.
Zur Rückrunde der Saison 2011/12 übernahm er den Drittligisten Fethiyespor. Diesen Verein führte er zum Saisonende in die Play-offs der 2. Lig, in denen der dritte und letzte Aufsteiger per K.-o.-System ermittelt wird. Hier erreichte man das Finale und verpasste in diesem durch eine 1:2-Niederlage gegen Adana Demirspor den Aufstieg in die TFF 1. Lig erst in letzter Instanz.
Durch diesen Erfolg wurde der in der TFF 2. Lig spielende Traditionsverein auf ihn aufmerksam und stellte ihn für die Saison 2012/13 als Trainer ein. Nachdem der erhoffte Erfolg ausblieb, trat Çalışkan nach dem 14. Spieltag von seinem Amt zurück. Zwei Tage nach Çalışkans Rücktritt stellte Altay Turgut Uçar als neuen Trainer vor.
Im Oktober 2013 begann er den Istanbuler Drittligisten Sarıyer SK, jenen Verein, für den er in den 1990er Jahren als Spieler tätig war, zu trainieren. Im nächsten Februar verließ er diesen Klub wieder. Mitte September 2014 begann er wieder Fethiyespor zu betreuen.

## Erfolge

### Als Spieler
Mit Bursaspor
- Türkischer Pokalsieger: 1985/86

Mit Adana Demirspor
- Meister der TFF 1. Lig und Aufstieg in die Süper Lig: 1990/91

Mit Kayserispor
- Meister der TFF 1. Lig und Aufstieg in die Süper Lig: 1991/92

Mit Olympiaauswahl der Türkei
- Bronzemedaille bei den Mittelmeerspielen: 1987